# Iosif Conta
Iosif Conta (* 14. September 1924 in Bârzava; † 8. November 2006) war ein rumänischer Dirigent.

## Leben
Conta begann seine musikalische Ausbildung 1937–38 am städtischen Konservatorium von Arad und setzte sie 1941–44 an den Konservatorien von Cluj und Timişoara fort. Nach dem Besuch des Kunstinstitutes in Timişoara von 1948 bis 1950 studierte er bis 1954 Konservatorium von Bukarest. Bis 1955 vervollkommnete er seine Ausbildung in London bei Thomas Beecham. Während seiner Studienzeit in Bukarest war er von 1952 bis 1954 Redakteur bei der Musikzeitschrift Contemporanul. Im Oktober 1954 debütierte er als Dirigent mit einem Konzert mit dem Sinfonieorchester von Oradea, bei dem er u. a. George Enescus Rumänische Rhapsodie Nr. 1, Dmitri Kabalewskis Cellokonzert und Beethovens 5. Sinfonie aufführte.
Im gleichen Jahr wurde Conta Dirigent des rumänischen Rundfunksinfonieorchesters, das er bis 1988, ab 1964 als Chefdirigent, leitete. Daneben unterrichtete er von 1955 bis 1957 die Orchesterklasse der Musikschule Nr. 1  in Bukarest und leitete 1957–58 das Ensemble Periniţa. 1964 leitete er die rumänische Erstaufführung von Enescus sinfonischer Dichtung Vox maris, 1966 eine Aufführung der vollständigen Fassung des Deutschen Requiems mit dem Rundfunksinfonieorchester. Von 1982 bis 1988 hatte er den Lehrstuhl für Dirigieren am Bukarester Konservatorium inne. Von 1988 bis 1992 war er Dirigent des Sinfonieorchesters von Izmir.
Als Gast dirigierte Conta Orchester u. a. in Rom, Warschau, Madrid, Moskau, Berlin, Sofia, Prag, Bratislava, Tokio, Kopenhagen, Paris, Leipzig, München, Virginia und Philadelphia. Musiker wie Waleri Klimow, Yehudi Menuhin, Isaac Stern, Henryk Szeryng, Eugene Istomin, Emil Gilels, Pierre Fournier, Igor Oistrach, Gaspar Cassadó, Lazar Berman, Monique de la Bruchollerie und Narciso Yepes traten unter seiner Leitung auf. Er dirigierte bei Dutzenden internationaler Festivals und leitete in seiner Laufbahn mehr als 500 Konzerte.
Der rumänische Staatsrat verlieh ihm 1964 den Titel Artist Emerit für besondere Verdienste bei der ausgeübten Tätigkeit auf dem Gebiet des Theaters, der Musik, der bildenden Künste und der Kinematographie, 1985 erhielt er das Goldene Kreuz der Gesellschaft Le Merite et Devouement Français. Mehrere Städte würdigten ihn mit einer Ehrenbürgerschaft, darunter Russe, Izmir und Sorrent. Auch Contas Sohn Vladimir Vlad Conta schlug eine Laufbahn als Dirigent ein.